# 鄧恩斯羅克鎮區 (北卡羅萊納州特蘭西瓦尼亞縣)
鄧恩斯羅克鎮區（英語：Dunns Rock Township）是位於美國北卡羅萊納州特蘭西瓦尼亞縣的一個鎮區。

## 地方資料
鄧恩斯羅克鎮區的面積為78.21平方千米，皆為陸地。根據2020年美國人口普查的數據，當地共有人口5399人，而人口密度為每平方千米69.03人。